# Pieve di Santa Maria a Filettole

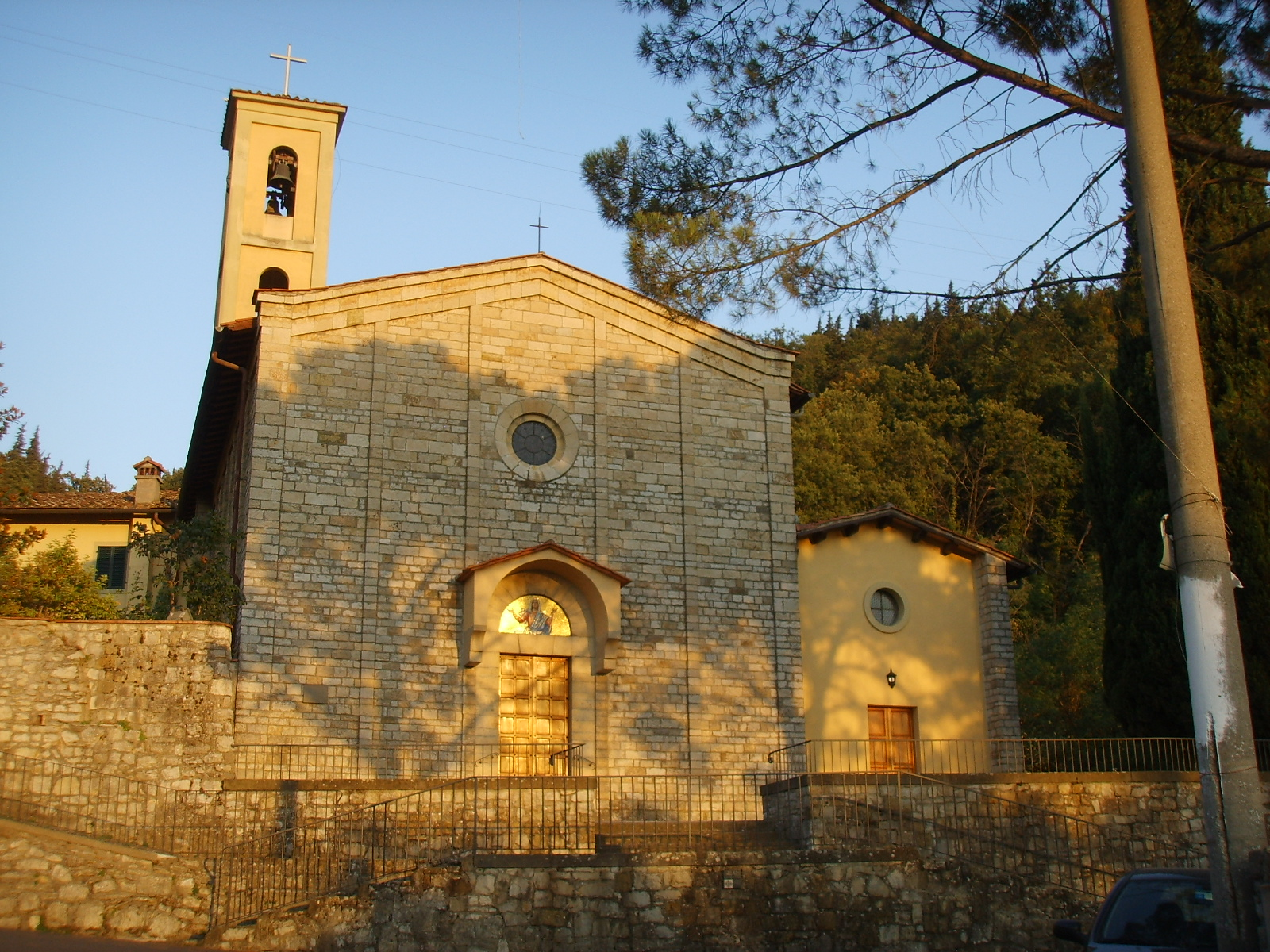
La chiesa

La pieve di Santa Maria Assunta è un edificio religioso che sorge a Filettole, frazione del comune di Prato posta sulle pendici della Retaia.

## Storia e descrizione
L'antica pieve, risalente al XII secolo (ma testimoniata già nel X secolo), venne totalmente distrutta dai bombardamenti alleati nel 1944. L'attuale chiesa (su progetto di Silvestro Bardazzi, inaugurata nel 1958) ne ripete in parte le forme, riutilizzando anche pietra recuperata dall'antica struttura. Dell'antica chiesa resta il fonte battesimale marmoreo quattrocentesco, a pianta esagonale, mentre in sacrestia vi è un raffinato Crocifisso ligneo del XV secolo, opera di fra Romualdo da Candeli.

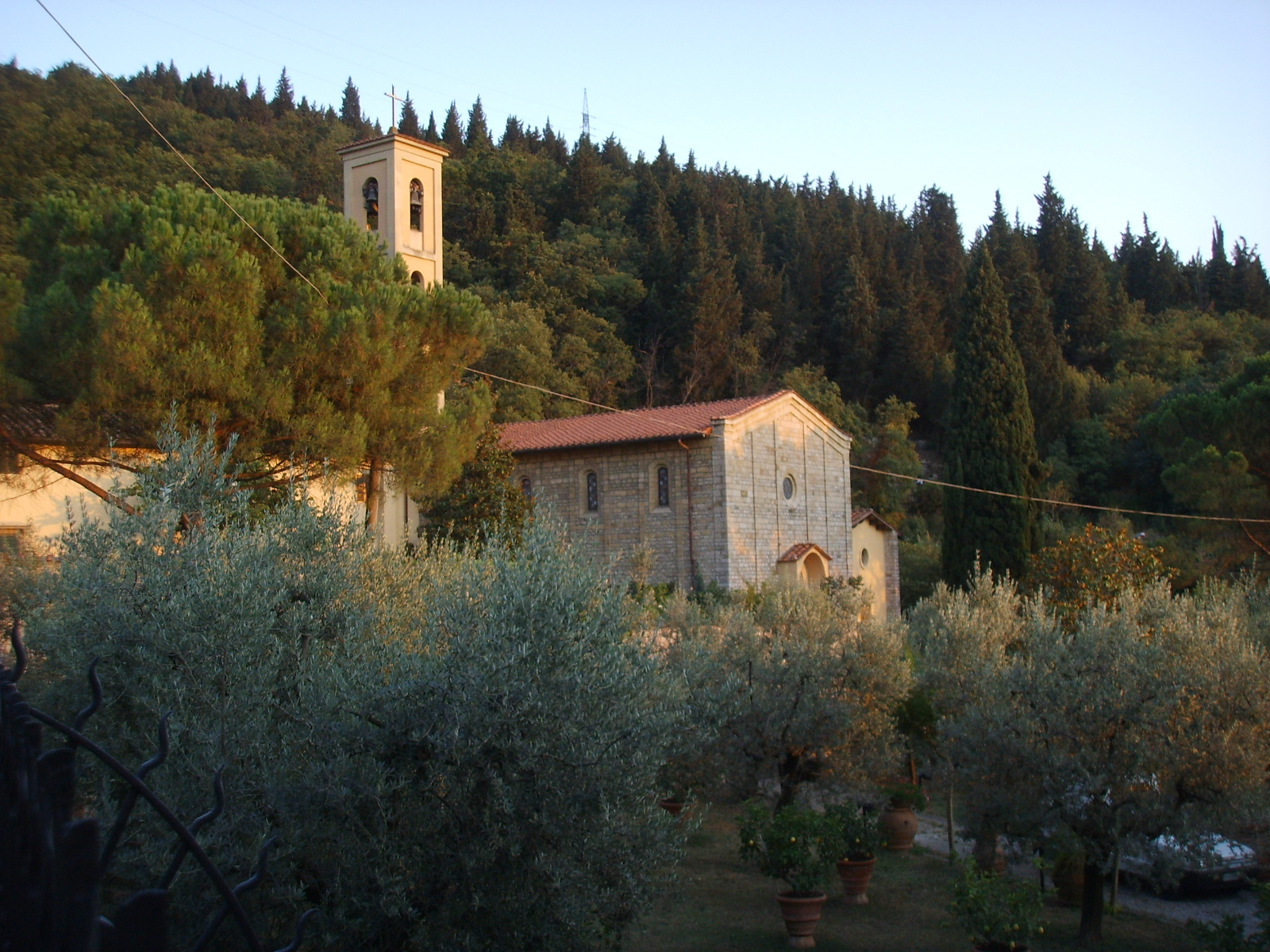
Veduta
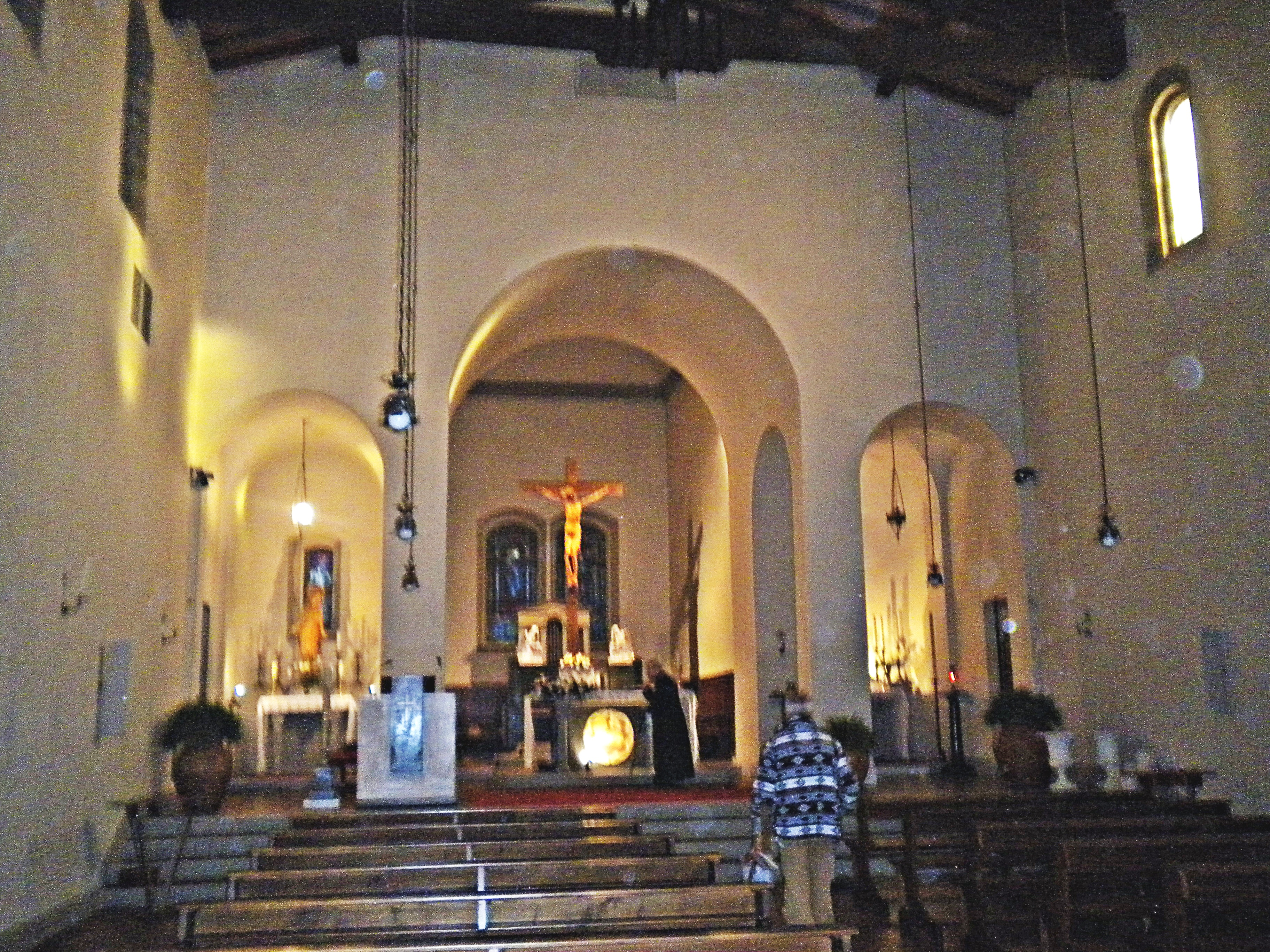
Interno
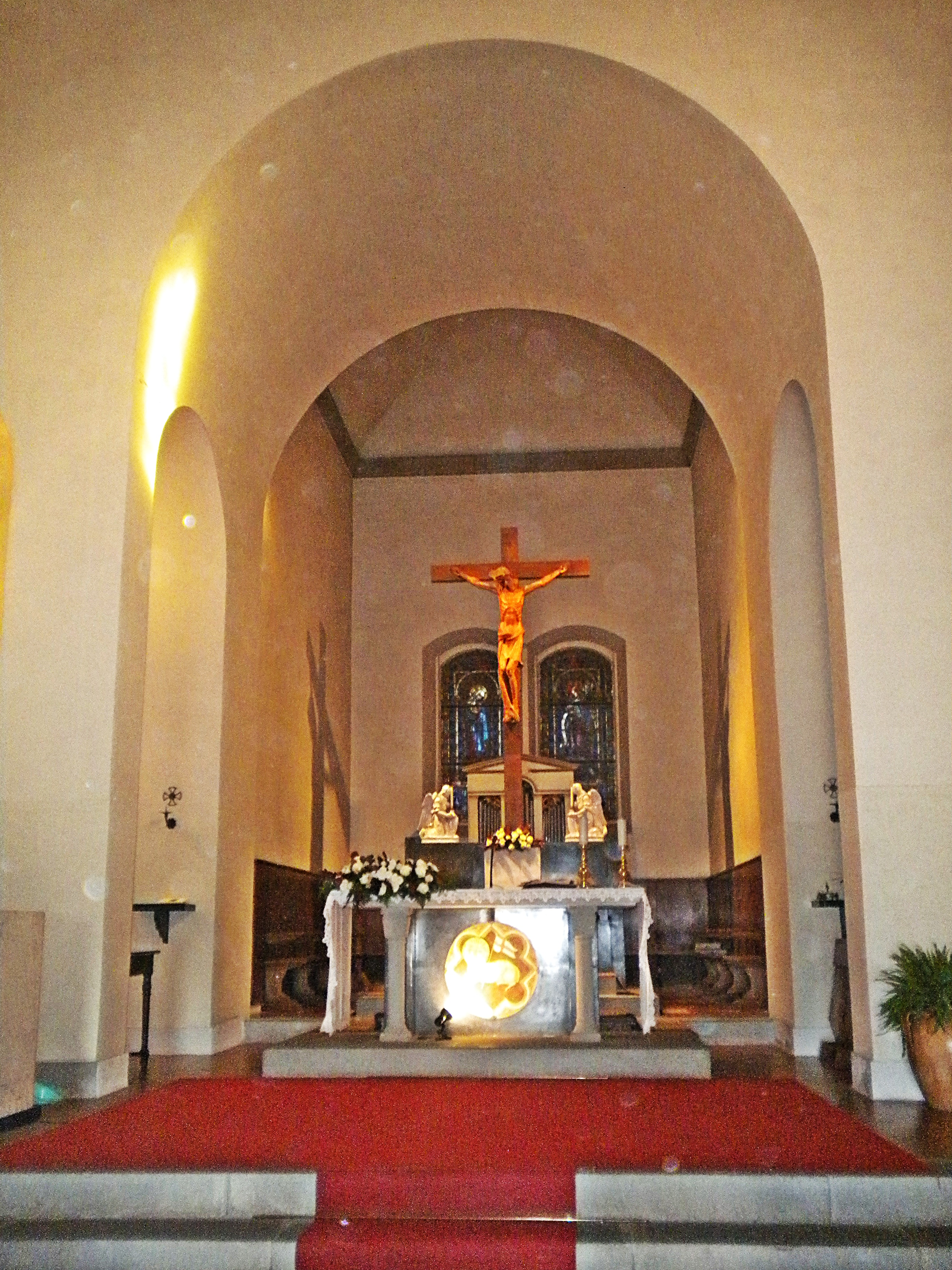
Interno